# Лидия Чарская
Лидия Чарская е руска актриса и писателка (авторка на произведения в жанра детска литература). В България е издавана и като Лидия Чарска.
Ползва се с огромна популярност в родината си (веднага след Гогол и Пушкин) до 1917 г. За своята 20-годишна творческа дейност създава 200 стихотворения, 80 повести, 20 приказки.

## Биография
Лидия Чарская е родена през 1875 година. Учи в Петропавловския женски институт в Санкт Петербург до 1893 година. От 1898 до 1924 година е била актриса в прочутия Александрински театър в Санкт Петербург.
След болшевишката революция през 1917 година нейната съдба вече не е никак лека. Забраняват ѝ да пише и печата детски книжки, а по-късно ѝ забраняват и да играе на сцената. Така, забравена от всички и в големи лишения, живее до 1937 година.
След болшевишката революция от 1917 г. в България се преселват много руснаци и те между другото донасят за децата си и книжките на Лидия Чарская. Тогава на български език, главно между 1920 и 1935 година, са преведени и издадени някои от нейните книжки. По-късно, особено след 1944 година, и в България е забранена и постепенно почти е забравена.

## Произведения
частична библиография
- Записки институтки (1901)
- Сирена (1907)
- Записки маленькой гимназистки (1908)
- Княжна Джаваха (1903)
Приказките на княгиня Джаваха, изд. ””, София (1922), прев. Рада Петрова
- Записки маленькой гимназистки
- Сибирочка (1908) Сибирка. София,(1920, 1925, 1934, 1947, 1993) Петото издание е от издателство Веда Словена, прев. Симеон Бъров
Сибирка, изд. ”Т. Ф. Чипев”, София (1934), прев. Симеон Бъров
Сибирка, изд. ”Ведрина”, София (1993), прев. Симеон Бъров
Сибирка: Малката укротителка на лъвове, изд. ”Веда Словена”, София (1993), прев. Симеон Бъров
- Смелая жизнь (1908)
- Вторая Нина (1909)
Княгиня Нина, изд. ”Т. Ф. Чипев”, София (1935), прев. Симеон Бъров
- Лесовичка (1909)
- За что? (1909) – автобиография
- Джаваховское гнездо (1912)
- Щелчок (1912)
По неволя крадец, изд. ”Т. Ф. Чипев”, София (1934), прев.
- Лара Бессонова / Под колесом старой мельницы (1912)
- Особенная (1912)
- Сестра Марина (1913)
- Волшебная сказка (1915)
Приказките на небесната фея, изд. ””, София (1926), прев.
- Тайна Института (1916)
- Некрасивая (1912)[1]
- Приютки